# Мельник, Вадим Владимирович
Вади́м Влади́мирович Ме́льник (бел. Вадзім Уладзіміравіч Мельнік; род. 28 января 2001, Минск) — белорусский футболист, полузащитник.

## Клубная карьера

### «Ислочь»
Является воспитанником «Ислочи». Первым тренером был Геннадий Адамович Казючиц. С 2017 года начал выступать за вторую команду в турнире дублёров. В 2020 году Мельник начал попадать в заявку команды на матчи чемпионата Белоруссии. 23 мая состоялся его дебют в Высшей лиге. Главный тренер команды Виталий Жуковский выпустил Мельника в стартовом составе на матч с «Энергетиком-БГУ». На 74-й минуте Вадим уступил место на поле Роману Лисовскому. Вскоре подписал первый профессиональный контракт с «Ислочью».

#### Аренда в «Молодечно-2018»
В марте 2022 года отправился в аренду в «Молодечно-2018». Дебютировал за клуб 9 апреля 2022 года в матче против «Островца». Первым результативным действием отличился 30 апреля 2022 года в матче против клуба «Слоним-2017». Дебютный гол за клуб забил 15 мая 2022 года в матче против «Барановичей». Закрепился в основной команде клуба. По итогу сезона провёл за клуб 24 матча во всех турнирах, в которых отличился забитым голом и 6 результативными передачами. В декабре 2022 года покинул клуб по окончании срока арендного соглашения. В январе 2023 года покинул «Ислочь».

### «Молодечно-2018»
В начале года футболист стал тренироваться с «Молодечно-2018», однако получил травму и пропустил большую часть межсезонной подготовки. В марте 2023 года официально пополнил ряды клуба. В начале сезона футболист получил травму и выбыл из распоряжения клуба, так и не сыграв за первую половину ни матча. В июле 2023 года покинул клуб.

## Статистика выступлений

### Клубная статистика
| Выступление      | Выступление      | Выступление      | Лига | Лига | Кубки | Кубки | Конт. кубки | Конт. кубки | Итого | Итого |
| Клуб             | Лига             | Сезон            | Игры | Голы | Игры  | Голы  | Игры        | Голы        | Игры  | Голы  |
| ---------------- | ---------------- | ---------------- | ---- | ---- | ----- | ----- | ----------- | ----------- | ----- | ----- |
| Ислочь           | Высшая лига      | 2020             | 7    | 0    | 1     | 0     | 0           | 0           | 8     | 0     |
| Ислочь           | Итого            | Итого            | 7    | 0    | 1     | 0     | 0           | 0           | 8     | 0     |
| Всего за карьеру | Всего за карьеру | Всего за карьеру | 7    | 0    | 1     | 0     | 0           | 0           | 8     | 0     |